# Killah Priest
Killah Priest (* 17. August 1970 in Brooklyn, New York; bürgerlich Walter Reed) ist ein US-amerikanischer Rapper. Er zählt zum Umfeld des Wu-Tang Clan und ist Mitglied der Gruppen Sunz Of Man, Black Market Militia und The HRSMEN. Stilistisch ist er im Bereich von Eastcoast-Hip-Hop und Hardcore-Rap anzusiedeln.

## Leben
Killah Priest kam schon als Kind mit Hip-Hop in Berührung, da er ausschließlich im Staat New York aufwuchs. Dort wurde er beeinflusst von lokalen Rappern wie GZA, die hier oft auf Partys auftraten. Er begann daraufhin, selbst zu rappen und erreichte einiges Ansehen in Brooklyn. Bevor er jedoch seine Musikkarriere weiter verfolgte, nahm er eine Auszeit, in der er sich vor allem mit Religion und Geschichte beschäftigte.
Diese dauerte bis 1995 – dann erschien er allerdings auf zahlreichen Projekten des Wu-Tang Clan, am erwähnenswertesten auf Ol’ Dirty Bastards Return To The 36 Chambers oder GZAs Liquid Swords. Am Ende des Jahres 1996 gründete er dann seine eigene Gruppe, die Sunz Of Man, bevor er 1997 auf Vorschlag GZAs von Geffen Records unter Vertrag genommen wurde. Für sein Debütalbum arbeitete er mit dem Wu-Tang Clan nahestehenden Produzenten zusammen. Heavy Mental konnte so bis auf Platz 24 der Billboard 200 vorstoßen. Das nächste Album, veröffentlicht im Frühjahr 2000, konnte den Erfolg allerdings nicht wiederholen, was einen Wechsel der Plattenlabels zur Folge hatte. Priesthood erschien 2001 bei Proverbs und Black August 2003 bei Recon Records, bevor er sich fortan auf die Arbeit mit seinen Gruppen Black Market Militia und The HORSEMEN, sowie auf Gastauftritte konzentrierte. Erst 2007 folgte ein weiteres Soloalbum. The Offering erschien nun auf Babygrande Records. 2008 erschien ein weiteres Soloalbum von ihm, Behind The Stained Glass, sowie ein Kollaborationsalbum mit Chief Kamachi, das mit Beautiful Minds betitelt wurde.

## Diskografie

### Alben
- 1998: Heavy Mental
- 2000: View From Masada
- 2001: Priesthood
- 2003: Black August
- 2007: The Offering
- 2008: Behind The Stained Glass
- 2008: Beautiful Minds mit Chief Kamachi
- 2009: The Untold Story Of Walter Reed
- 2009: The Exorcist
- 2010: The Three Day Theory
- 2012: Summer Pain

mit Sunz of Man
- 1998: The Last Shall be the First
- 1999: The First Testament
- 2002: Saviorz Day
- 2006: The Old Testament

mit Black Market Militia
- 2005: Black Market Militia

mit Four Horsemen
- 2003: Four HORSMN Project

### Singles
- 1998: One Step
- 1998: If You Don’t Know
- 2000: Whut Part Of The Game